# 金門日報
金門日報（きんもんにっぽう、KMDN; 中国語: 金門日報; 拼音: Jīnmén Rìbào; 白話字: Kim-mn̂g-ji̍t-pò）は、中華民国（台湾）の福建省金門県政府が所有する新聞である。

## 沿革
金門日報の前身は江西省南城県で創刊された中華正気報で、国共内戦に伴い中国大陸から金門島へと撤退した。金門日報は1965年10月31日に発行を開始した。1992年11月7日以降、上記2つの新聞の運営が分割され、中華正気報は週刊紙として金門島に駐留する軍向けに配布されている一方で、金門日報の運営権は金門県政府に移管され、引き続き日刊紙として発行されている。 
金門日報は、同紙が現職県長の再選に向けた選挙活動を支援するために利用されたという批判を受けている。